# Primera B Nacional de 2018–19
A Primera B Nacional do Campeonato Argentino de 2018–19 é a trigésima quarta edição de uma competição de futebol profissional realizada na Argentina, equivalente à segunda divisão do futebol argentino. O certame é organizado pela Associação do Futebol Argentino (AFA) e começou a ser disputado em 25 de agosto de 2018 e será concluído em 20 de abril de 2019. Vinte e cinco (25) equipes competem nesta liga, dezessete (17) que permaneceram da temporada de 2017–18, quatro (4) times que foram rebaixados da Superliga Argentina de 2017–18, duas (2) equipes que vieram promovidas do Torneo Federal A de 2017–18 e mais duas (2) vindas da Primera B de 2017–18.
O Arsenal de Sarandí conquistou a segundona argentina desta temporada e assegurou seu retorno à elite ao bater o Sarmiento por 1 a 0, com gol de Leandro Garate, pelo jogo de desempate pelo título da divisão.
A segunda vaga para a Superliga foi definida nas penalidades, já que o placar agregado das duas partidas da final do Torneo Reducido ficou no 1–1, na ida tivemos um 1–1 em Santiago del Estero e na volta um 0–0 em Junín. O Central Córdoba de Santiago del Estero foi impecável nas cobranças da marca da cal e venceu o Sarmiento por 5–3. A equipe comandada por Gustavo Coleoni estará na próxima temporada na divisão mais alta do futebol argentino, ao lado do Arsenal, campeão da segunda divisão.

## Regulamento
A Primera B Nacional será disputada por 25 clubes no sistema de todos contra todos em turno único por pontos corridos na temporada regular. No turno único, os times jogam entre si uma única vez. Será declarado campeão o time que obtiver o maior número de pontos após as 24 rodadas. Ao final, o campeão ganha acesso à primeira divisão de 2019–20, a primeira divisão do futebol argentino. As equipes colocadas do 2º ao 9º lugar vão competir após o término da temporada regular num "torneio reduzido" pela segunda e última vaga pra elite do futebol argentino do próximo ciclo. Duas equipes serão rebaixadas. O rebaixamento é calculado através da soma de pontos ganhos por jogo das últimas três temporadas. O pior time afiliado diretamente à Associação do Futebol Argentino (AFA) e a pior equipe afiliada indiretamente caem para a terceira divisão; sendo que para o Torneo Federal A vai a equipe filiada indiretamente, enquanto que a pior equipe filiada diretamente é rebaixada para a Primera División B do ano seguinte. Além disso, as doze equipes mais bem colocadas na classificação média de pontos ao final da décima terceira rodada do turno único ingressará diretamente na terceira fase da Copa da Argentina de 2018–19.

## Informações dos clubes

### Estádios e localizações
| Clube                   | Cidade              | Estádio                             |
| ----------------------- | ------------------- | ----------------------------------- |
| Agropecuario Argentino  | Carlos Casares      | Ofelia Rosenzuaig                   |
| Almagro                 | José Ingenieros     | Tres de Febrero                     |
| Arsenal                 | Sarandí             | Julio Humberto Grondona             |
| Atlético de Rafaela     | Rafaela             | Nuevo Monumental                    |
| Brown de Adrogué        | Adrogué             | Lorenzo Arandilla                   |
| Central Córdoba         | Santiago del Estero | Alfredo Terrera                     |
| Chacarita Juniors       | Villa Maipú         | Chacarita Juniors                   |
| Defensores de Belgrano  | Buenos Aires        | Juan Pasquale                       |
| Deportivo Morón         | Morón               | Nuevo Francisco Urbano              |
| Ferro Carril Oeste      | Buenos Aires        | Arquitecto Ricardo Etcheverry       |
| Gimnasia y Esgrima (M)  | Mendoza             | Víctor Legrotaglie                  |
| Gimnasia y Esgrima (J)  | Jujuy               | 23 de Agosto                        |
| Guillermo Brown         | Puerto Madryn       | Raúl Conti                          |
| Independiente Rivadavia | Mendoza             | Bautista Gargantini                 |
| Instituto               | Córdoba             | Presidente Perón                    |
| Los Andes               | Lomas de Zamora     | Eduardo Gallardón                   |
| Mitre                   | Santiago del Estero | Doctores José y Antonio Castiglione |
| Nueva Chicago           | Buenos Aires        | Nueva Chicago                       |
| Olimpo                  | Bahía Blanca        | Roberto Natalio Carminatti          |
| Platense                | Florida Este        | Ciudad de Vicente López             |
| Quilmes                 | Quilmes             | Centenario                          |
| Santamarina             | Tandil              | Municipal Gral. San Martín          |
| Sarmiento               | Junín               | Eva Perón                           |
| Temperley               | Temperley           | Alfredo Beranger                    |
| Villa Dálmine           | Campana             | Villa Dálmine                       |

### Distribuição geográfica das equipes
| Região                                | Total | Equipes |
| ------------------------------------- | ----- | --- |
| Conurbação de Buenos Aires            | 9     | Almagro, Arsenal, Brown de Adrogué, Chacarita Juniors, Deportivo Morón, Los Andes, Platense, Quilmes e Temperley. |
| Interior da Província de Buenos Aires | 5     | Agropecuario, Olimpo, Ramón Santamarina, Sarmiento e Villa Dálmine                                                |
| Cidade de Buenos Aires                | 3     | Defensores de Belgrano, Ferro Carril Oeste e Nueva Chicago                                                        |
| Província de Mendoza                  | 2     | Gimnasia y Esgrima e Independiente Rivadavia                                                                      |
| Província de Santiago del Estero      | 2     | Central Córdoba e Mitre                                                                                           |
| Província de Chubut                   | 1     | Guillermo Brown                                                                                                   |
| Província de Córdoba                  | 1     | Instituto |
| Província de Jujuy                    | 1     | Gimnasia y Esgrima                                                                                                |
| Província de Santa Fá                 | 1     | Atlético de Rafaela                                                                                               |

## Tabela de classificação
| Pos | Equipe                  | Pts | J  | V  | E  | D  | GP | GC | SG  | Acesso e qualificação                                                     |
| --- | ----------------------- | --- | -- | -- | -- | -- | -- | -- | --- | ------------------------------------------------------------------------- |
| 1   | Sarmiento               | 46  | 24 | 12 | 10 | 2  | 32 | 14 | +18 | Jogo de desempate pelo título e acesso à Primera División                 |
| 2   | Arsenal (C, P)          | 46  | 24 | 13 | 7  | 4  | 36 | 19 | +17 | Jogo de desempate pelo título e acesso à Primera División                 |
| 3   | Nueva Chicago           | 42  | 24 | 12 | 6  | 6  | 32 | 25 | +7  | Qualificado para o Torneo Reducido pelo segundo acesso à Primera División |
| 4   | Almagro                 | 40  | 24 | 11 | 7  | 6  | 26 | 21 | +5  | Qualificado para o Torneo Reducido pelo segundo acesso à Primera División |
| 5   | Platense                | 39  | 24 | 11 | 6  | 7  | 30 | 18 | +12 | Qualificado para o Torneo Reducido pelo segundo acesso à Primera División |
| 6   | Central Córdoba (SdE)   | 37  | 24 | 9  | 10 | 5  | 27 | 24 | +3  | Qualificado para o Torneo Reducido pelo segundo acesso à Primera División |
| 7   | Gimnasia y Esgrima (M)  | 37  | 24 | 10 | 7  | 7  | 28 | 31 | −3  | Qualificado para o Torneo Reducido pelo segundo acesso à Primera División |
| 8   | Independiente Rivadavia | 36  | 24 | 9  | 9  | 6  | 25 | 19 | +6  | Qualificado para o Torneo Reducido pelo segundo acesso à Primera División |
| 9   | Brown de Adrogué        | 36  | 24 | 9  | 9  | 6  | 20 | 17 | +3  | Qualificado para o Torneo Reducido pelo segundo acesso à Primera División |
| 10  | Ferro Carril Oeste      | 35  | 24 | 10 | 5  | 9  | 33 | 32 | +1  |                                                                           |
| 11  | Mitre (SdE)             | 35  | 24 | 10 | 5  | 9  | 27 | 30 | −3  |                                                                           |
| 12  | Agropecuario Argentino  | 34  | 24 | 8  | 10 | 6  | 16 | 13 | +3  |                                                                           |
| 13  | Villa Dálmine           | 33  | 24 | 8  | 9  | 7  | 30 | 25 | +5  |                                                                           |
| 14  | Temperley               | 31  | 24 | 8  | 7  | 9  | 26 | 27 | −1  |                                                                           |
| 15  | Deportivo Morón         | 30  | 24 | 7  | 9  | 8  | 21 | 25 | −4  |                                                                           |
| 16  | Defensores de Belgrano  | 29  | 24 | 7  | 8  | 9  | 20 | 24 | −4  |                                                                           |
| 17  | Atlético de Rafaela     | 26  | 24 | 7  | 5  | 12 | 23 | 25 | −2  |                                                                           |
| 18  | Quilmes                 | 26  | 24 | 5  | 11 | 8  | 24 | 27 | −3  |                                                                           |
| 19  | Gimnasia y Esgrima (J)  | 25  | 24 | 5  | 10 | 9  | 22 | 27 | −5  |                                                                           |
| 20  | Guillermo Brown         | 25  | 24 | 6  | 7  | 11 | 19 | 24 | −5  |                                                                           |
| 21  | Olimpo                  | 25  | 24 | 7  | 4  | 13 | 24 | 36 | −12 |                                                                           |
| 22  | Instituto               | 24  | 24 | 6  | 6  | 12 | 26 | 32 | −6  |                                                                           |
| 23  | Santamarina             | 24  | 24 | 5  | 9  | 10 | 21 | 29 | −8  |                                                                           |
| 24  | Chacarita Juniors       | 24  | 24 | 6  | 6  | 12 | 17 | 30 | −13 |                                                                           |
| 25  | Los Andes               | 20  | 24 | 4  | 8  | 12 | 13 | 24 | −11 |                                                                           |

### Jogo de desempate pelo título
Sarmiento e Arsenal terminaram empatados em número de pontos na primeira colocação após as 25 rodadas da temporada regular, e assim não foi possível decidir o campeão. Conforme o art. 111 do Regulamento Geral da AFA, as duas equipes devem disputar um partida de desempate em campo neutro. Caso a partida termine empatada nos 90 minutos normais, será concedido uma prorrogação, e caso ainda persista a igualdade, o campeão será decidido nas penalidades máximas. O vencedor desta partida, além do título de campeão da Primera B Nacional, também obterá o acesso direto a Primera División da temporada seguinte, enquanto que o perdedor da partida terá que disputar o Torneo Reducido como vice-campeão pela segunda e última vaga de acesso.
| 28 de abril de 2019 | Sarmiento | 0 – 1     | Arsenal             | Banfield                                       |  |
| 15:00               |           | Relatório | - Garate 17' (pen.) | Estádio: Florencio Sola Árbitro: Néstor Pitana |  |

### Premiação
| Primera B Nacional de 2018–19 Segunda Divisão Argentina |
| ------------------------------------------------------- |
| Arsenal Campeão (1º título)                             |

## Resultados
As equipes jogam contra todas as outras equipes uma vez (em casa ou fora), num total de 25 rodadas.
| Mandante \ Visitante    | AGA | ALM | ARS | ATR | BRO | CCO | CHA | DBE | DMO | FCO | GEJ | GEM | GBR | IND | INS | LAN | MIT | NCH | OLI | PLA | QUI | SAN | SAR | TEM | VDA |
| ----------------------- | --- | --- | --- | --- | --- | --- | --- | --- | --- | --- | --- | --- | --- | --- | --- | --- | --- | --- | --- | --- | --- | --- | --- | --- | --- |
| Agropecuario            | —   | —   | —   | 2–0 | —   | 1–1 | 0–0 | 1–0 | —   | 2–1 | —   | —   | 0–0 | 0–0 | —   | —   | —   | —   | —   | 2–0 | —   | 2–1 | 0–0 | 1–1 | 0–0 |
| Almagro                 | 1–1 | —   | —   | 1–0 | —   | 1–3 | 1–0 | 3–0 | —   | 1–2 | —   | 0–0 | 1–1 | 1–0 | —   | —   | —   | —   | —   | —   | —   | 2–0 | 0–2 | 2–1 | —   |
| Arsenal                 | 2–0 | 0–0 | —   | —   | 2–1 | —   | —   | —   | 1–0 | —   | 1–1 | 3–1 | —   | —   | 1–2 | 1–1 | 3–0 | 2–0 | 2–0 | —   | 4–1 | —   | —   | —   | —   |
| Atlético de Rafaela     | —   | —   | 0–0 | —   | 3–1 | 2–2 | —   | —   | 0–1 | —   | 2–1 | —   | —   | —   | 1–0 | —   | 0–1 | 0–1 | 2–0 | 1–1 | 2–1 | —   | —   | —   | 0–1 |
| Brown de Adrogué        | 0–0 | 1–1 | —   | —   | —   | —   | 3–0 | 1–1 | —   | —   | —   | 1–0 | —   | 1–0 | —   | 0–0 | —   | 2–1 | 3–0 | —   | —   | 1–1 | 0–3 | 0–1 | —   |
| Central Córdoba         | —   | —   | 1–1 | —   | 1–1 | —   | —   | —   | 1–1 | —   | 2–0 | —   | —   | —   | 1–3 | 1–0 | 1–1 | 1–2 | 1–1 | 1–0 | 1–0 | —   | —   | —   | 1–0 |
| Chacarita Juniors       | —   | —   | 0–2 |     | 3–1 | 0–0 | —   | —   | —   | 0–1 | 1–0 | —   | 3–1 | 0–2 | 2–2 | —   | 0–2 | —   | —   | 0–2 | —   | —   | 1–3 | —   | 2–1 |
| Defensores de Belgrano  | —   | —   | 0–1 | 0–3 | —   | 2–0 | 1–2 | —   | —   | 2–0 | —   | —   | 1–0 | 1–1 | —   | —   | —   | —   | —   | 1–2 | —   | 1–0 | 0–0 | 0–0 | 2–1 |
| Deportivo Morón         | 1–0 | 0–2 | —   | —   | 0–1 | —   | 0–0 | 1–1 | —   | —   | —   | 0–0 | —   | —   | —   | 3–0 | —   | 1–1 | 1–0 | —   | 1–0 | 2–0 | —   | 1–3 | —   |
| Ferro Carril Oeste      | —   | —   | 2–1 | 2–1 | 1–0 | 1–3 | —   | —   | 5–1 | —   | 1–2 | —   | 2–0 | —   | 1–1 | —   | 2–0 | —   | —   | 0–2 | 1–1 | —   | —   | —   | 2–0 |
| Gimnasia y Esgrima (J)  | 0–0 | 0–1 | —   | —   | 2–0 | —   | —   | 0–0 | 1–1 | —   | —   | 1–2 | —   | —   | 1–0 | 1–1 | 1–0 | 1–2 | 1–1 | —   | 0–0 | —   | —   | —   | —   |
| Gimnasia y Esgrima (M)  | 1–0 | —   | —   | 2–1 | —   | 2–0 | 2–1 | 1–0 | —   | 3–1 | —   | —   | 2–1 | 1–0 | —   | —   | —   | —   | —   | 0–3 | —   | 3–3 | 0–2 | 2–1 | —   |
| Guillermo Brown         | —   | —   | 0–2 | 2–0 | 0–1 | 0–0 | —   | —   | 3–1 | —   | 0–1 | —   | —   | —   | 1–0 | —   | 3–0 | 0–1 | —   | 0–0 | 2–1 | —   | —   | —   | 2–2 |
| Independiente Rivadavia | —   | —   | 1–1 | 1–1 | —   | 2–0 | —   | —   | 1–1 | 0–1 | 3–1 | –   | 1–0 | —   | 2–0 | —   | 0–1 | —   | —   | 1–0 | —   | —   | 0–0 | —   | 2–1 |
| Instituto               | 0–1 | 1–1 | —   | —   | 0–1 | —   | —   | 4–3 | 0–2 | —   | —   | 1–1 | —   | —   | —   | 0–1 | 1–0 | 2–3 | 4–0 | —   | 1–1 | 1–2 | —   | —   | —   |
| Los Andes               | 0–1 | 0–1 | —   | 0–2 | —   | —   | 0–1 | 1–1 | —   | 1–1 | —   | 2–2 | 0–0 | 0–1 | —   | —   | —   | —   | —   | —   | —   | 2–0 | 0–1 | 1–0 | —   |
| Mitre                   | 2–1 | 2–4 | —   | —   | 0–1 | —   | —   | 1–0 | 1–0 | —   | —   | 2–0 | —   | —   | —   | 2–1 | —   | 1–1 | 3–4 | —   | 1–1 | 2–2 | —   | 2–1 | —   |
| Nueva Chicago           | 1–0 | 0–0 | —   | —   | —   | —   | 1–1 | 0–0 | —   | 2–0 | —   | 4–1 | —   | 2–2 | —   | 1–0 | —   | —   | 1–0 | —   | —   | 0–1 | 1–0 | 4–1 | —   |
| Olimpo                  | 1–0 | 2–0 | —   | —   | —   | —   | 2–1 | 0–1 | —   | 2–1 | —   | 1–1 | 2–0 | 2–3 | —   | 1–1 | —   | —   | —   | —   | —   | 3–1 | 0–1 | 0–2 | —   |
| Platense                | —   | 3–1 | 3–0 | —   | 0–0 | —   | —   | —   | 2–0 | —   | 1–0 | —   | —   | —   | 2–1 | 0–1 | 0–1 | 3–0 | 2–1 | —   | 1–2 | —   | —   | —   | 0–0 |
| Quilmes                 | 0–1 | 0–1 | —   | —   | 0–0 | —   | 2–1 | 1–2 | —   | —   | —   | 1–1 | —   | 2–2 | —   | 2–0 | —   | 3–2 | 3–1 | —   | —   | 0–0 | —   | 1–1 | —   |
| Santamarina             | —   | —   | 0–0 | 1–0 | —   | 1–2 | 2–0 | —   | —   | 3–1 | 2–2 | —   | 0–2 | 0–0 | —   | —   | —   | —   | —   | 1–1 | —   | —   | 0–1 | 0–1 | 0–0 |
| Sarmiento               | —   | —   | 2–0 | 1–1 | —   | 1–1 | —   | —   | 1–1 | 2–2 | 1–1 | —   | 3–1 | —   | 1–1 | —   | 1–0 | —   | —   | 3–1 | 0–0 | —   | —   | —   | 2–1 |
| Temperley               | —   | —   | 2–3 | 2–1 | —   | 1–2 | 0–0 | —   | —   | 2–2 | 1–0 | —   | 0–0 | 2–0 | 0–1 | —   | —   | —   | —   |     | —   | —   | 2–1 | —   | 0–2 |
| Villa Dálmine           | —   | 2–0 | 1–3 | —   | 0–0 | —   | —   | —   | 1–1 | —   | 4–4 | 2–0 | —   | —   | 3–0 | 1–0 | 2–2 | 3–1 | 1–0 | —   | 1–1 | —   | —   | —   | —   |

## Rebaixamento
Segundo o regulamento vigente da competição, dois clubes serão rebaixados, um filiado direta e outro indiretamente à AFA: o clube filiado indiretamente será rebaixado para o Torneo Federal A; enquanto que o clube diretamente filiado será rebaixado para a Primera B. Para determinação do rebaixamento é levado em conta os pontos ganhos nas últimas três temporadas da competição divididos pelo total de partidas disputadas nas mesmas, o último colocado nos dois casos (direta e indiretamente filiado) será rebaixado.
| Pos. | Equipe                 | 16–17 | 17–18 | 18–19 | Pts. | J  | Média |
| ---- | ---------------------- | ----- | ----- | ----- | ---- | -- | ----- |
| 1    | Arsenal                | —     | —     | 46    | 46   | 24 | 1,916 |
| 2    | Sarmiento              | —     | 37    | 46    | 83   | 48 | 1,728 |
| 3    | Platense               | —     | —     | 38    | 38   | 23 | 1,652 |
| 4    | Almagro                | 60    | 41    | 40    | 141  | 92 | 1,532 |
| 5    | Brown de Adrogué       | 65    | 37    | 36    | 138  | 92 | 1,500 |
| 6    | Chacarita Juniors      | —     | 77    | 24    | 101  | 68 | 1,485 |
| 7    | Nueva Chicago          | 60    | 25    | 42    | 127  | 92 | 1,380 |
| 8    | Ferro Carril Oeste     | 60    | 26    | 35    | 121  | 92 | 1,315 |
| 9    | Deportivo Morón        | —     | 33    | 30    | 63   | 48 | 1,312 |
| 10   | Temperley              | —     | —     | 30    | 30   | 23 | 1,304 |
| 11   | Villa Dálmine          | 47    | 36    | 33    | 116  | 92 | 1,260 |
| 12   | Defensores de Belgrano | —     | —     | 29    | 29   | 24 | 1,208 |
| 13   | Quilmes                | —     | 32    | 26    | 58   | 48 | 1,208 |
| 14   | Los Andes              | 59    | 27    | 20    | 106  | 92 | 1,152 |

| Pos. | Equipe                  | 16–17 | 17–18 | 18–19 | Pts. | J  | Média |
| ---- | ----------------------- | ----- | ----- | ----- | ---- | -- | ----- |
| 1    | Central Córdoba (SdE)   | —     | —     | 37    | 37   | 24 | 1,541 |
| 2    | Gimnasia y Esgrima (M)  | —     | —     | 37    | 37   | 24 | 1,541 |
| 3    | Independiente Rivadavia | 67    | 31    | 36    | 134  | 92 | 1,456 |
| 4    | Agropecuario Argentino  | —     | 35    | 34    | 69   | 48 | 1,437 |
| 5    | Mitre (SdE)             | —     | 32    | 35    | 67   | 48 | 1,395 |
| 6    | Guillermo Brown         | 75    | 28    | 25    | 128  | 92 | 1,391 |
| 7    | Instituto               | 63    | 37    | 24    | 124  | 92 | 1,347 |
| 8    | Atlético de Rafaela     | —     | 36    | 26    | 62   | 48 | 1,291 |
| 9    | Gimnasia y Esgrima (J)  | 52    | 34    | 25    | 111  | 92 | 1,206 |
| 10   | Santamarina             | 61    | 24    | 24    | 109  | 92 | 1,184 |
| 11   | Olimpo                  | —     | —     | 25    | 25   | 24 | 1,041 |

Fonte: AFA.

## Torneo Reducido
As 8 (oito) equipes colocadas da segunda a nona posição da classificação final do campeonato participarão de um torneio "mata-mata", chamado Torneo Reducido, pelo segundo e último acesso à Primera División. Serão três fases: quartas de final, semifinais e final. As quartas de final e as semifinais, em partidas de ida e volta, sendo que a no campo da equipe mais bem posicionada na classificação final manda o segundo jogo em casa; e em caso de empate no agregado, tanto para a quartas como para as semifinais, o time mais bem posicionado avança. Já a grande final, também em partidas de ida e volta, terá direito a disputa de pênaltis caso ocorra empate no tempo normal.
O Central Córdoba, comandado por Gustavo “Sapo” Coleoni, conseguiu o acesso à elite argentina depois de 48 anos e voltou à primeira divisão onde esteve entre 1967 e 1971 justamente cinco dias após comemorar o seu centenário. Esse foi o segundo acesso consecutivo do El Ferroviario já que, em 2017–18, veio da Federal A.

### Esquema
|  | Quartas de final        | Quartas de final           | Quartas de final       | Quartas de final       |       |               | Semifinais              | Semifinais              | Semifinais              | Semifinais              |  |               | Final                  | Final                  | Final                  | Final                  |  |  |
|  | 4 a 13 de maio de 2019  | 4 a 13 de maio de 2019     | 4 a 13 de maio de 2019 | 4 a 13 de maio de 2019 |       |               | 18 a 26 de maio de 2019 | 18 a 26 de maio de 2019 | 18 a 26 de maio de 2019 | 18 a 26 de maio de 2019 |  |               | 1 a 9 de junho de 2019 | 1 a 9 de junho de 2019 | 1 a 9 de junho de 2019 | 1 a 9 de junho de 2019 |  |  |
|  |                         |                            |                        |                        |       |               |                         |                         |                         |                         |  |               |                        |                        |                        |                        |  |  |
|  | Sarmiento (J)           | 1                          | 0                      | 1                      |       |               |                         |                         |                         |                         |  |               |                        |                        |                        |                        |  |  |
|  | Brown de Adrogué        | 0                          | 1                      | 1                      |       |               |                         |                         |                         |                         |  |               |                        |                        |                        |                        |  |  |
|  | Brown de Adrogué        | 0                          | 1                      | 1                      |       | Sarmiento (J) | 1                       | 2                       | 3                       |                         |  |               |                        |                        |                        |                        |  |  |
|  |                         |                            |                        |                        |       | Sarmiento (J) | 1                       | 2                       | 3                       |                         |  |               |                        |                        |                        |                        |  |  |
|  |                         | Independiente Rivadavia    | 0                      | 0                      | 0     |               |                         |                         |                         |                         |  |               |                        |                        |                        |                        |  |  |
|  | Nueva Chicago           | Independiente Rivadavia    | 0                      | 0                      | 0     | 1             | 2                       | 3                       |                         |                         |  |               |                        |                        |                        |                        |  |  |
|  | Nueva Chicago           |                            |                        |                        |       | 1             | 2                       | 3                       |                         |                         |  |               |                        |                        |                        |                        |  |  |
|  | Independiente Rivadavia | 4                          | 2                      | 6                      |       |               |                         |                         |                         |                         |  |               |                        |                        |                        |                        |  |  |
|  | Independiente Rivadavia | 4                          | 2                      | 6                      |       |               |                         |                         |                         |                         |  | Sarmiento (J) | 1                      | 0                      | 1 (3)                  |                        |  |  |
|  |                         |                            |                        |                        |       |               |                         |                         |                         |                         |  | Sarmiento (J) | 1                      | 0                      | 1 (3)                  |                        |  |  |
|  |                         | Central Córdoba (SdE) (p.) | 1                      | 0                      | 1 (5) |               |                         |                         |                         |                         |  |               |                        |                        |                        |                        |  |  |
|  | Almagro                 | Central Córdoba (SdE) (p.) | 1                      | 0                      | 1 (5) | 1             | 2                       | 3                       |                         |                         |  |               |                        |                        |                        |                        |  |  |
|  | Almagro                 |                            |                        |                        |       | 1             | 2                       | 3                       |                         |                         |  |               |                        |                        |                        |                        |  |  |
|  | Gimnasia y Esgrima (M)  | 1                          | 2                      | 3                      |       |               |                         |                         |                         |                         |  |               |                        |                        |                        |                        |  |  |
|  | Gimnasia y Esgrima (M)  | 1                          | 2                      | 3                      |       | Almagro       | 1                       | 1                       | 2                       |                         |  |               |                        |                        |                        |                        |  |  |
|  |                         |                            |                        |                        |       | Almagro       | 1                       | 1                       | 2                       |                         |  |               |                        |                        |                        |                        |  |  |
|  |                         | Central Córdoba (SdE)      | 2                      | 2                      | 4     |               |                         |                         |                         |                         |  |               |                        |                        |                        |                        |  |  |
|  | Platense                | Central Córdoba (SdE)      | 2                      | 2                      | 4     | 0             | 0                       | 0                       |                         |                         |  |               |                        |                        |                        |                        |  |  |
|  | Platense                |                            |                        |                        |       | 0             | 0                       | 0                       |                         |                         |  |               |                        |                        |                        |                        |  |  |
|  | Central Córdoba (SdE)   | 0                          | 1                      | 1                      |       |               |                         |                         |                         |                         |  |               |                        |                        |                        |                        |  |  |

### Premiação
| Torneo Reducido da B Nacional de 2018–19 Acesso à Primeira Divisão |
| ------------------------------------------------------------------ |
| Club Atlético Central Córdoba Vencedor                             |

## Estatísticas da temporada

### Artilheiros
| Posição | Jogador             | Club                   | Gols |
| ------- | ------------------- | ---------------------- | ---- |
| 1       | Enzo Díaz           | Ferro Carril Oeste     | 15   |
| 1       | Patricio Cucchi     | Gimnasia y Esgrima (M) | 15   |
| 1       | Pablo Vegetti       | Instituto              | 15   |
| 4       | Nicolás Orsini      | Sarmiento (J)          | 12   |
| 5       | Javier N. Rossi     | Central Córdoba (SdE)  | 10   |
| 5       | Nicolás Miracco     | Sarmiento              | 10   |
| 7       | Juan Sánchez Sotelo | Nueva Chicago          | 9    |
| 7       | Nicolás Franco      | Nueva Chicago          | 9    |
| 7       | Cristian Tarragona  | Platense               | 9    |
| 7       | Federico Anselmo    | Quilmes                | 9    |
| 7       | Ijiel Protti        | Villa Dálmine          | 9    |

Fonte: AFA e Solo Ascenso .